# Баллантайн, Джеймс (издатель)
Джеймс Ба́ллантайн (англ. James Ballantyne; 15 января 1772-26 января 1833) — британский редактор и издатель, друг и соратник писателя Вальтера Скотта.

## Биография
Учился в школе в Келсо, где встретился и подружился с Вальтером Скоттом, работал адвокатом там же. В 1796 году взялся за редактирование и издание газеты «Kelso Mail». Владелец типографии. В 1802 году опубликовал сборник Скотта «Песни шотландской границы», что позднее называл «одной из самых больших удач в моей жизни». После этого совместно с писателем организовал издательство и продолжал публиковать работы Скотта в течение нескольких лет.
Его брат, Джон Баллантайн, в 1806 году присоединился к ним. К 1808, начал заниматься также книготорговлей, а позднее, стал собственником «Weekly Journal».
В 1825 году в Эдинбурге фирма Constable & Co, занимавшаяся изданием книг В. Скотта, приняла Д. Баллантайна на работу в качестве своего агента, после того как он был объявлен банкротом.
В. Скотт взял на себя ответственность за все долги Баллантайна и свои собственные и рассчитался по ним. Этот долг составил около 120 тысяч фунтов стерлингов.
Джеймс Баллантайн провёл остаток своей жизни, как сотрудник редакции «Weekly Journal».
Умер в 1833 году.